# Chip Bailey (percussionniste)
Pour les articles homonymes, voir Bailey et Chip Bailey.
Chip Bailey est un percussionniste britannique professionnel. Il est le coordinateur d'un réseau mondial de percussionnistes, le Psalm Drummers. Il accompagne notamment Peter Wilson (dont le nom de scène est Duke Special) sur scène dans le cadre de la Temperence Society.